# Assumption (Illinois)
Assumption je grad u američkoj saveznoj državi Ilinois. Prema popisu stanovništva iz 2010. u njemu je živjelo 1.168 stanovnika.